# Das Erste
Erstes Deutsches Fernsehen, comercializados como Das Erste ("O Primeiro"), é o principal canal de televisão pública na Alemanha. É uma produção conjunta das regionais da Alemanha, por intermédio de emissoras públicas, e coordenado pelo consórcio ARD.

## História
O primeiro canal, as emissões experimentais começaram em 27 de novembro de 1950 como canal de TV do NWDR então, que mais tarde se dividiu para se tornar NDR e WDR, em 1956. O serviço de televisão regular NWDR começou em 25 de dezembro de 1952. Transmissão a nível nacional começou no dia 1 de novembro de 1954 no âmbito da ARD. Foi canal de televisão da Alemanha Ocidental, apenas antes do estabelecimento da ZDF, em 1963. ARD, no entanto, produziram um canal de TV provisonary segunda de 1 de junho 1961 até ZDF iniciou suas transmissões em 1 de abril de 1963. Televisão a cores foi introduzida em 25 de agosto de 1967.
O nome original do canal de Deutsches Fernsehen foi alterado para ARD Deutsches Fernsehen em 1964, e Erstes Deutsches Fernsehen ("Primeiro televisão alemão"), em 30 de setembro de 1984, antes de se tornar simplesmente Das Erste em 1996. Também por volta de 1984, um novo design corporativo foi introduzido. O logotipo anterior, um olho estilizado, foi substituído por um novo logotipo estilizado mostrando um número "1", que ainda está em uso hoje. Desde 1996, o canal é normalmente comercializado como Das Erste, mas a versão longa Erstes Deutsches Fernsehen ainda é bastante utilizado para fins oficiais, como a introdução das edições principais do seu programa de notícias Tagesschau que foi no ar desde 26 de dezembro de 1952. Informalmente, ele ainda é também conhecido como ARD entre os telespectadores ao lado de seu nome oficial do Das Erste. Desde fevereiro 2010 Das Erste é brodcasted em Alta Definição.

## Emissoras
Cada membro regional da ARD contribui para agendar a programação do canal na proporção da população da área em que atua. A corrente (fevereiro de 2006 dotações) o tempo como uma percentagem do total de horas de transmissão são:
| Emissora regional                 | % total |
| --------------------------------- | ------- |
| Bayerischer Rundfunk (BR)         | 15.25   |
| Hessischer Rundfunk (HR)          | 7.35    |
| Mitteldeutscher Rundfunk (MDR)    | 11.45   |
| Norddeutscher Rundfunk (NDR)      | 17.45   |
| Radio Bremen (RB)                 | 1       |
| Rundfunk Berlin-Brandenburg (RBB) | 7       |
| Saarländischer Rundfunk (SR)      | 1.3     |
| Südwestrundfunk (SWR)             | 17.95   |
| Westdeutscher Rundfunk (WDR)      | 21.25   |